# Капелла Генриха VII
Капелла Генриха VII (англ. Henry VII Chapel, англ. Henry VII Lady Chapel) — большая капелла Богоматери в восточном конце Вестминстерского аббатства, построенная на средства, завещанные королём Генрихом VII. Она отделена от остальной части аббатства латунными воротами и лестничным пролетом.
Трёхнефный зал длиной в четыре секции завершён апсидой, в которой находится алтарь, а за ним — гробницы Генриха VII и его жены Елизаветы Йоркской, а также короля Якова I. Апсиду окружает венец из пяти небольших капелл.
Капелла известна своим сводчатым потолком с веерными сводами и висячими пятами в позднем перпендикулярном стиле.  Поэт и антикварий XVI века Джона Лиланда назвал её orbis miraculum (в переводе с лат. — «чудом света»). В капелле погребены несколько английских монархов, в том числе Генрих VII, Эдуард VI, Мария I, Елизавета I, Яков I и Карл II, а также Мария Стюарт, королева Шотландии.
Капелла с 1725 года является официальной капеллой Ордена Бани.

## История
В XIII веке капеллы в честь Девы Марии строились по всей Европе, в том числе и в Вестминстерском аббатстве. В 1502 году Генрих VII решил построить новую капеллу, и в том же году прежняя была снесена. 24 января 1503 года началась закладка фундамента новой часовни.
Генрих VII преследовал три цели. Первой было построить святилище в честь Генриха VI, канонизации которого добивался Генрих VII. В конечном итоге канонизация не состоялась, и в гробнице, предназначенной для Генриха VI, были похоронены Генрих VII и его жена Елизавета Йоркская.
Во-вторых, Генрих VII хотел посвятить Деве Марии более изысканную капеллу взамен старой более простой. В-третьих, он хотел построить королевский мавзолей для себя, семьи и наследников в важном религиозном месте, которое повысило бы легитимность и его самого как короля, и его наследников.
Между 1503 и 1509 годами Генрих VII выделил на строительство капеллы более 14 000 фунтов стерлингов. В своём завещании он указал, что по мере необходимости будут предоставлены и дополнительные средства. Окончательная стоимость капеллы оценивается в 20 000 фунтов стерлингов. По словам лорда Бэкона, Генрих VII «покоится в Вестминстере в одном из самых величественных и изящных памятников Европы… Так что мёртвым он пребывает в более богатом памятнике своей гробницы, чем живым он пребывал в Ричмонде или в любом из своих дворцов».
В XVIII веке Дэвид Генри, описывая собор, заметил, что «капелла, говорят, была спроектирована как гробница только лишь для тех, кто был королевской крови; поскольку воля её основателя соблюдена до сих пор, постольку все, в неё допущенные, были из самых знатных людей и могли проследить свою родословную от того или иного из наших древних королей». В последующие годы там были похоронены некоторые люди не аристократического происхождения, включая Оливера Кромвеля, но во время Реставрации монархии многие из них были эксгумированы.

## Люди, похороненные в часовне
| Короли - Король Генрих VII (1457—1509) - Король Эдуард VI (1537—1553) - Король Яков I (1566—1625) - Король Карл II (1630—1685) - Король Вильгельм III (1650—1702) - Король Георг II (1683—1760) - Некоронованный король Эдуард V (1470—1483) Королевы - Королева Екатерина Валуа (1401—1437) - Королева Елизавета Йоркская (1466—1503) - Королева Мария I (1516—1558) - Королева Елизавета I (1533—1603) - Королева Анна Датская (1574—1619) - Королева Мария II (1662—1694) - Королева Анна (1665—1714) - Королева Августа (1719—1772) - Королева Мария Стюарт (1542—1587) - Королева Мария-Жозефина Савойская (1753—1810) | Принцы - Принц Уильям Датский (1689—1700) - Принц Георг Уильям Великобританский (1717—1718) - Принц Фредерик (1707—1751) - Принц Принц Уильям Август (1721—1765) - Принц Фредерик Великобританский (1750—1765) - Принц Эдуард Август (1739—1767) - Принц Генри (1745—1790) Принцессы - Принцесса Елизавета Великобританская 1741—1759) - Принцесса Каролина Бранденбург-Ансбахская (1683—1737) - Принцесса Каролина Великобританская (1713—1757) - Принцесса Луиза Анна (1749—1768) - Принцесса Амелия (1711—1786) | Герцоги - Герцог Ричард Шрусбери (1473—1483) - Герцог Людовик Стюарт (1583—1624) - Герцог Джордж Вильерс (1592—1628) - Герцог Эсме Стюарт (1649—1660) - Герцог Джордж Монк (1608—1670) - Герцог Джеймс Батлер (1610—1688) - Герцог Джон Шеффилд (1648—1721) - Герцог Луи Антуан Филипп Орлеанский (1775—1807) Герцогини - Герцогиня Анна Моубрей (1472—1481) - Герцогиня Фрэнсис Стюарт (1578—1639) - Герцогиня Анна Хайд (1637—1671) - Герцогиня Кэтрин Вильерс (1603—1649) Графы - Графиня Маргарет Бофорт (1441/1443—1509) - Граф Джеймс Гамильтон (1661—1734) - Граф Джеймс Гамильтон, лорд Пейсли (1686—1734) Графини - Графиня Елизавета Кавендиш (1619—1689) - Графиня Маргарита Дуглас (1515—1578) Другие - Декан Артур Пенри Стэнли (1815—1881) - Лорд-протектор Оливер Кромвель (1599—1658) |

## Капелла Королевских ВВС
В восточной части Капеллы Генриха VII находится Капелла Королевских ВВС (англ. RAF Chapel), посвящённая военнослужащим Королевских ВВС, погибшим в битве за Британию в период с июля по октябрь 1940 года. Капелла была открыта королём Георгом VI 10 июля 1947 года.

### Комментарии
1. ↑  Предположительно. Личность захороненного не подтверждена; возможно, Эдуард похоронен в капелле Святого Георгия в Виндзорском замке.
2. ↑  Перенесена в собор Кальяри[англ.] в 1811 году.
3. ↑  Предположительно. Личность захоронённого не подтверждена; возможно, Ричард, как и его брат некоронованный король Эдуард V, похоронен в капелле Святого Георгия в Виндзорском замке.
4. ↑  Эксгумирован в 1661 году после Реставрация Стюартов.